# Mas Vermell
|  | Per a altres significats, vegeu «Mas Vermell (Reus)». |

El Mas Vermell és una masia al nucli de Fontanilles (al Baix Empordà) inclosa a l'Inventari del Patrimoni Arquitectònic de Catalunya. Es una masia de planta rectangular de dos nivells. Els afegits que s'han fet al llarg del temps han donat pas a que l'edifici agafés la forma rectangular allargada que presenta actualment. La coberta que és a dues aigües està construïda amb els materials típics de la zona, és a dir, amb teula àrab. Al mateix temps les estructures portants també s'han fet amb els materials més pròxims i a la vegada típics d'aquests indrets, amb pedra natural i morter de calç.